# جيمس هارتل
جيمس هارتل (بالإنجليزية: James Hartle)‏ (و. 1939 – م) هو فيزيائي، وعالم من الولايات المتحدة الأمريكية، ولد في بالتيمور (ماريلاند). وهو عضواً في الأكاديمية الوطنية للعلوم، والأكاديمية الأمريكية للفنون والعلوم .

## التعليم
تعلم في معهد كاليفورنيا للتقنية

## جوائز
حصل على جوائز منها:
- زمالة غوغنهايم.